# Val Camonica
Val Camonica (ook Valcamonica) is een van de grootste valleien van de centrale Alpen, in het oosten van Lombardije, ongeveer 90 km lang. Het dal begint onderaan de Tonale-pas, op 1883 meter boven de zeespiegel, en eindigt bij Corna Trentapassi, in de gemeente Pisogne, in de buurt van het Iseomeer. Het heeft een oppervlakte van ongeveer 1335 km 2 en 118.323 inwoners.
De naam verwijst naar het volk de Camunni dat de vallei duizenden jaren geleden bevolkte. Zij hebben in het centrale deel van het Valcamonica duizenden rotstekeningen achtergelaten. De rotstekeningen staan op de lijst van Werelderfgoed van UNESCO.
Het dal is van zuid naar noord steeds dunner bevolkt. De grootste plaats is Darfo Boario Terme, een thermale badplaats niet ver van het Iseomeer. In het noorden ligt het Parco Naturale Adamello Brenta ten oosten van de rivier de Oglio. In dit park rondom de 3539 meter hoge berg Adamello leeft de laatste groep bruine beren van de Alpen. Het noordelijkste deel van het dal maakt deel uit van een ander natuurpark: het Nationaal Park Stelvio. Hier liggen tevens drie belangrijke bergpassen voor het dal. De Gaviapas is met haar 2621 meter een van de hoogste Alpenpassen en verbindt het Val Camonica met het Valtellina. De Apricapas leidt naar hetzelfde dal maar is slechts 1176 meter hoog. De derde pas is de Tonalepas die de verbinding vormt met het Val di Sole. Deze pas is gedurende de winter een belangrijke wintersportplaats.
Vanuit Brescia loopt een treinlijn langs het Iseomeer tot de plaats Edolo. Dit traject is in handen van de treinmaatschappij Ferrovie Nord Milano. Al sinds vele jaren is men bezig de doorgaande weg door het dal, de SS42, te verbeteren. Het zal echter nog lange tijd duren voor dit karwei afgerond is.
Bijna alle gemeenten in de vallei liggen in het grondgebied van de provincie Brescia, met uitzondering van Lovere, Rogno, Costa Volpino en de Val di Scalve, die deel uitmaken van de provincie Bergamo.

## Belangrijkste plaatsen
- Darfo Boario Terme (14.559 inw.)
- Breno (4957 inw.)
- Edolo (4275 inw.)
- Ponte di Legno (1862 inw)

## Hoogste bergtoppen
- Adamello (3539 m)
- Corno dei Tre Signori (3360 m)
- Monte Gavia (3223 m)